# Vatta (település)
Vatta község Borsod-Abaúj-Zemplén vármegyében, a Mezőkövesdi járásban.

## Fekvése
A vármegye déli részén, Miskolctól 30, Mezőkövesdtől 19 kilométer távolságra található, a 3-as főút mentén. Délnyugatról a legközelebbi település Bükkábrány, keletről pedig Emőd, mindkettővel a 3-as főút kapcsolja össze. Északi szomszédjával, Harsánnyal a 2515-ös, déli szomszédjával, Csincsével a 3306-os út köti össze, az északnyugati szomszédságában elterülő Borsodgesztre pedig a 25 116-os számú mellékút vezet a település nyugati külterületéről. Közigazgatási területe nyugat-északnyugat felől egy-egy rövid szakaszon határos még Tibolddaróccal és Sállyal is, de e községekkel nincs közvetlen, kiépített közúti kapcsolata.

### Szomszédos települések

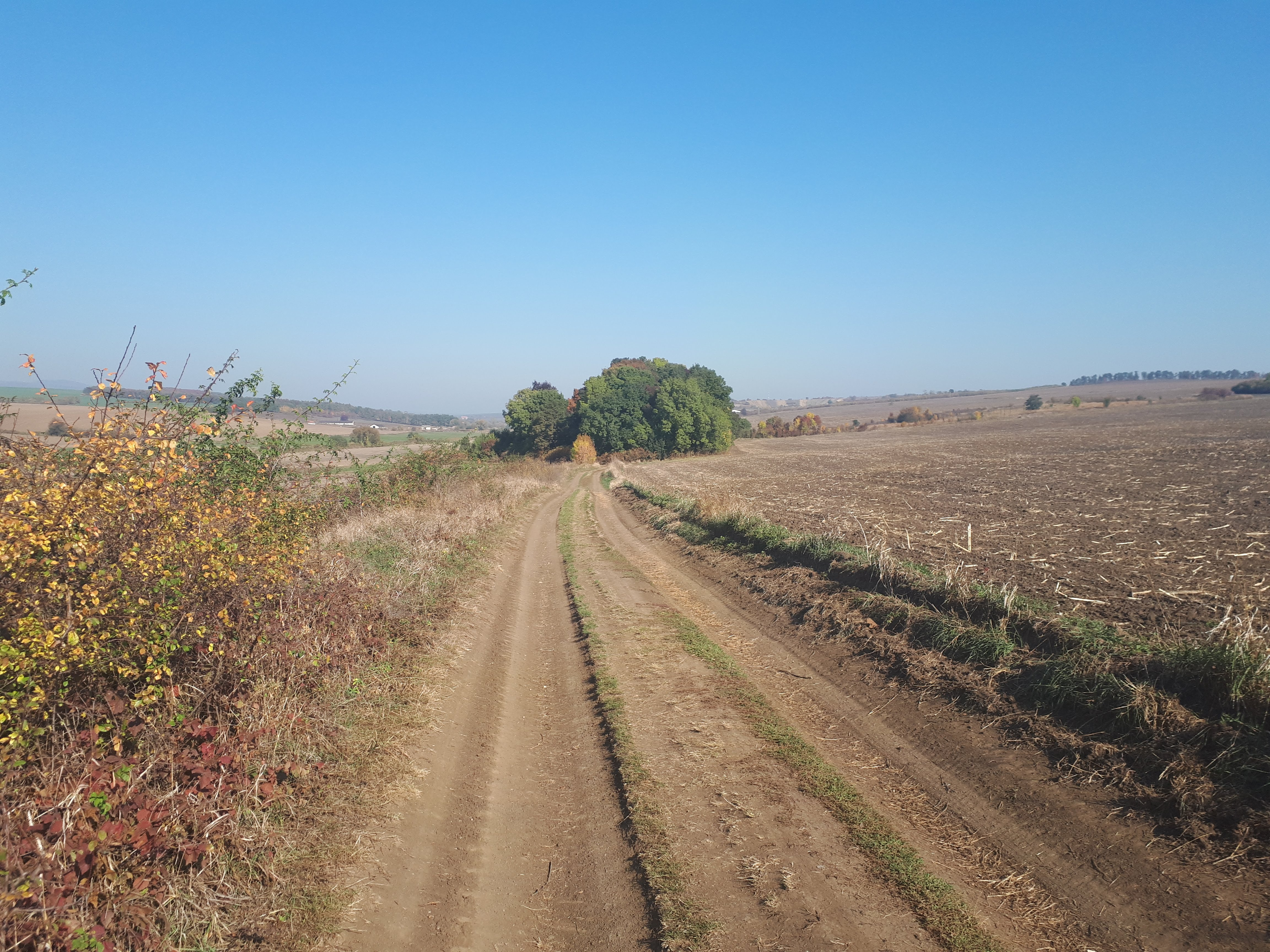
A településről Harsányra egy mezőgazdasági út is vezet, mely gépjárművel nehezen járható

Csincse 6 km-re, Harsány 7 km-re, Bükkábrány 7 km-re, Tibolddaróc 10 km-re, Sály 8 km-re, Borsodgeszt 7 km-re. A legközelebbi város: Emőd 7 kilométerre.

## Nevének eredete
Neve személynévből keletkezett magyar névadással. A helyi hagyomány szerint a 11. században élt pogány Vata vezérről kapta nevét.

## Története
Első írásos említése 1323-ban történik egy oklevélben. A következő évszázadokban  Vatha, Woytha, Watha, és Bata néven említik. 1475-től találkozhatunk Alsó-és Felsővatta elnevezésekkel, ami arra utal, hogy két önálló községről volt szó. Idővel ezek a községek összeolvadtak. 
1544-ig a falu több nemesi familia birtoka volt, birtokosai között szerepelt Gellen György (1515), Lökös  Pál (1517), Wattay László szolgabíró, Pelbárt Bertalan, Szennyes  Ambrus(1515–1523), Lökös Barnabás, Szennyes Illés és Konovics Miklós (1544) is.
A török többször feldúlja, illetve fel is égeti a falut, lakóinak sokszor kell elmenekülniük. A török pusztítás után csak az 1730-as években kerül sor nagyobb betelepítésre.
1895-ben nagyközség lett. 1950-től önálló tanácsú község. A rendszerváltás után 1990-ben alakul meg helyi önkormányzata.

## Közélete

### Polgármesterei
- 1990–1994: Valkó Zoltán (független)[4]
- 1994–1998: Veréb József (független)[5]
- 1998–2002: Veréb József (független)[6]
- 2002–2006: Veréb József (független)[7]
- 2006–2010: Veréb József (független)[8]
- 2010–2014: Korán István Attila (Fidesz-KDNP)[9]
- 2014–2019: Korán István Attila (Fidesz-KDNP)[10]
- 2019–2020: Vas Béla (független)[11]
- 2020–2024: Birinyi László (független)[1]
- 2024– :

2020. szeptember 20-án időközi polgármester-választást (és képviselő-testületi választást) kellett tartani a településen, az előző képviselő-testület június 24-én kimondott önfeloszlatása miatt. A választáson öt független jelölt indult, a hivatalban lévő polgármester nem szerepelt köztük.
A településen a 2024. június 9-i önkormányzati választás után, a polgármester-választás tekintetében nem lehetett eredményt hirdetni, mert szavazategyenlőség alakult ki a hivatalban lévő polgármester, Birinyi László és egyik független kihívója, dr. Molnár Sándorné között. Az emiatt szükségessé vált időközi választást 2024. szeptember 15-ére írták ki.

## Népesség
A település népességének változása:
| Lakosok száma | 935  | 930  | 921  | 890  | 816  | 806  | 822  |
|               | 2013 | 2014 | 2015 | 2021 | 2022 | 2023 | 2024 |

A 2001-es népszámlálás adatai szerint a településnek csak magyar lakossága volt.
A 2011-es népszámlálás során a lakosok 89,8%-a magyarnak, 0,2% cigánynak, 0,6% németnek, 0,2% ruszinnak, 0,4% ukránnak mondta magát (10,2% nem nyilatkozott; a kettős identitások miatt a végösszeg nagyobb lehet 100%-nál). A vallási megoszlás a következő volt: római katolikus 43,3%, református 34,8%, görögkatolikus 1%, felekezeten kívüli 7,6% (12,3% nem válaszolt).
2022-ben a lakosság 91,8%-a vallotta magát magyarnak, 0,2% cigánynak, 0,2% németnek, 0,1% ruszinnak, 0,1% szlováknak, 2,9% egyéb, nem hazai nemzetiségűnek (8,2% nem nyilatkozott; a kettős identitások miatt a végösszeg nagyobb lehet 100%-nál). Vallásuk szerint 30,1% volt római katolikus, 26,2% református, 2,1% egyéb katolikus, 1,1% görög katolikus, 0,2% egyéb keresztény, 9,2% felekezeten kívüli (31% nem válaszolt).

## Nevezetességei
- Odescalchi-kastély. A 18. században épült. A kastély tulajdonosa 1943-tól a bácsszentiváni Michailovits család.
- Római katolikus templom. Késő barokk stílusú, a 18. század végén épült. A Szeplőtelen Fogantatás tiszteletére van felszentelve.
- Református templom
- Hősi Emlékmű. 1926-ban állították fel. Pásztor János szobrászművész készítette.

## Ismert emberek

### Vattán születtek
- Itt született 1812. augusztus 27-én Szemere Bertalan.
- Itt született 1906-ban Padányi Viktor író, történész, a magyar őstörténet jeles kutatója.

### Vattán hunytak el
- Itt hunyt el 1885. június 5-én Tóth Endre költő.